# 古川久
古川 久（ふるかわ ひさし、1909年（明治42年）2月2日 - 1994年（平成6年）8月15日）は、日本の国文学者。東京女子大学名誉教授。

## 略歴
愛知県名古屋市生まれ。東北帝国大学国文科卒、松本高等学校教授、宇都宮大学助教授、東京女子大学教授、68年定年退任、名誉教授、東京農業大学教授、武蔵野女子大学教授。52-81年法政大学能楽研究所兼任所員。能楽・狂言を主として研究。ほか、師の小宮豊隆を助けて戦後の岩波書店『漱石全集』の編纂に携わり、漱石研究も行った。

## 著書
- 『裏南洋景観』私家版、1940
- 『狂言の研究』福村書店、1948
- 『狂言の世界』社会思想研究会出版部 現代教養文庫、1960
- 『能の世界』社会思想研究会出版部 現代教養文庫、1960
- 『欧米人の能楽研究』東京女子大学学会、1962、東京女子大学学会研究叢書
- 『世阿弥・芭蕉・馬琴』福村出版、1967
- 『夏目漱石 仏教・漢文学との関連』霊友会教団事業局、1968
- 『くちなしの花』中央公論事業出版 (製作)、1969
- 『明治能楽史序説』わんや書店、1969
- 『漱石の書簡』東京堂出版、1970
- 『夏目漱石 仏教・漢文学との関連』仏乃世界社、1972
- 『漱石と植物』八坂書房 植物と文化双書、1978

### 共編著
- 『狂言芸談野村万蔵聞書』生活社 日本叢書、1937
- 『狂言辞典 語彙編』編、東京堂、1963
- 『青春への出発 阿部次郎のことば』編著、社会思想社 現代教養文庫、1969
- 『狂言辞典 事項編』小林責、荻原達子共編、東京堂出版、1976
- 『夏目漱石辞典』編 東京堂出版、1982
- 『野村万蔵著作集』小林責共編、五月書房、1982
- 『狂言辞典 資料編』小林責共編 東京堂出版、1985
- 『漱石全集、索引』長田幹雄共編、岩波書店、1986

### 校訂など
- 『謡曲狂言新選』編、武蔵野書院、1948
- 『狂言全釈 評註』紫乃故郷舎、1950
- 為永春水『梅暦』校訂 岩波文庫、1951
- 『日本古典全書、狂言集』全3、校注 朝日新聞社、1953-56
- 『謡曲狂言選』編、能楽書林、1956
- 『狂言古本二種 天正狂言本・虎清狂言本』編、わんや書店、1964
- 尾崎雅嘉『百人一首一夕話』校訂、岩波文庫、1972-73
- 曲亭馬琴編 藍亭青藍補『俳諧歳時記栞草 増補』解説 八坂書房、1973、生活の古典双書
- 『古典日本文学 能・狂言名作集』横道万里雄共注解 筑摩書房、1977
- 『校注古典叢書 謡曲・狂言集』小林責共校注、明治書院、1978

### 記念文集
- 『菊豆腐』古川久先生古稀祝賀出版の集まり (制作)、1980

## 参考
- 『日本近代文学大辞典』講談社、1984